# Matt Bellamy
Matthew James Bellamy (Cambridge; 9 de junio de 1978) es un cantante, compositor, pianista, guitarrista y productor, más conocido por ser el líder de la banda británica de rock Muse. Es a menudo reconocido por su desenvoltura en el escenario, su alto rango vocal, su habilidad con la guitarra y por sus composiciones relacionadas con teorías conspirativas, sociedades distópicas, ambientes futuristas y el apocalipsis.
En 2008, la Universidad de Plymouth le otorgó un doctorado honorario en Artes por su trabajo en el campo de la música.En 2009, la revista Total Guitar nombró a Bellamy "Guitarrista de la década" y lo colocó en el número 29 de su lista de "Mejores 100 guitarristas de todos los tiempos".

## Biografía
Matthew es hijo de George Bellamy, guitarrista del grupo británico The Tornadoes, primera banda inglesa en llegar al primer lugar del Billboard Hot 100 con la canción «Telstar». La guitarra de la canción «Knights of Cydonia» de Muse es un tributo a la banda de su padre. La madre de Bellamy, Marilyn, nació en Belfast, y se mudó a Inglaterra en la década de los '70. En su primer día en Inglaterra conoció a George, que en ese momento trabajaba como taxista en Londres. Más tarde se trasladaron a Cambridge, donde nació el hermano mayor de Matthew, Paul Bellamy, seguido del nacimiento de Matt en 1978. A mediados de la década de los '80, la familia se trasladó a Teignmouth. Desde los seis años de edad Matt recibió clases de piano, clarinete y violín, pero las abandonó porque no le gustaba que los profesores le dijeran cómo tocar. Siguió tocando el piano de manera autodidacta y no disciplinada. Su primera actuación fue en 1991 con 12 años, tocando el piano en su colegio Teignmouth Community College.
A los 14 años, sus padres se separaron, momento en que comenzó a vivir con su abuela por un tiempo. También en este tiempo empezó a ganar interés por la guitarra, la que había empezado a tocar desde los 10 años, y asegurando siempre que fue autodidacta. La única vez que tomó clases, fue de guitarra española por seis meses, de las que tomó la base para el B-side «Bedroom Acoustics». Matt quería dedicarse a la música clásica o al jazz, pero acabó decantándose por el rock cuando vio a Jimi Hendrix hacer su clásico "sacrificio de guitarra", quemándola en el escenario, inspirándole así a tocar la guitarra eléctrica. Su mayor influencia en guitarra, sin embargo, la recibió de Tom Morello, a quien vio por primera vez junto a Rage Against The Machine en un concierto en vivo.
En esta misma época, empezó a tocar en bandas dentro de su colegio. Bellamy comenzó en una banda llamada Carnage Mayhem. En diciembre de 1992 la dejó para entrar a la banda Gothic Plague, cuyo baterista era un joven Dominic Howard, en reemplazo como guitarrista y vocalista. El grupo solía tocar covers de otras bandas, pero Bellamy, tras la separación de sus padres, tenía la motivación suficiente para componer sus propias canciones para la banda. Sin embargo, los miembros rechazaron la propuesta de Bellamy de componer para la banda, y tras ello, renunciaron al grupo en pos de otros intereses. En busca de un bajista, contactaron con Chris Wolstenholme, quien tocaba la batería en una banda llamada Fixed Penalty. Lo convencieron para que tomara clases de bajo, y tras aceptar se formó la agrupación musical actual en 1994.

## Muse

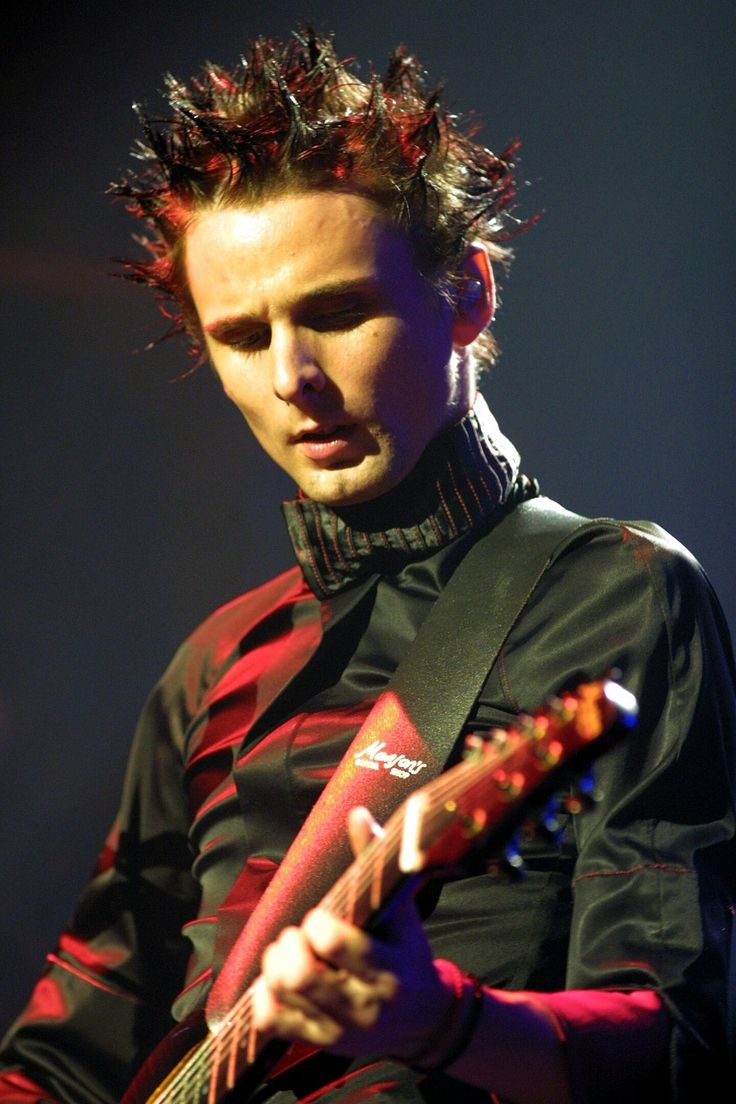
Matt Bellamy en Zenith Sud, 2001

Bajo el nombre Rocket Baby Dolls, el grupo ganó el concurso Battle of the Bands, lo que llevó a Bellamy y a los demás a tomarse en serio la banda y cambiar el nombre por uno más corto y profesional: Muse. Al igual que hicieron muchas bandas del momento, el grupo se mudó a Londres, donde comenzarían su carrera musical. El grupo ha lanzado nueve álbumes de estudio hasta la fecha: Showbiz (1999), Origin of Symmetry (2001), Absolution (2003), Black Holes and Revelations (2006), The Resistance (2009), The 2nd Law (2012), Drones (2015), Simulation Theory (2018) y Will of the People (2022), y han tocado más de 1.500 conciertos en más de 52 países.
Bellamy es el compositor principal de Muse, habiendo escrito todas las canciones excepto «Liquid State» y «Save Me», escritas por Wolstenholme. En las épocas tempranas de Muse, sus canciones estaban muy influenciadas por el rock alternativo y el grunge que predominaban en el mundo de la música occidental, como Nirvana, Rage Against the Machine y Smashing Pumpkins, entre otros. A mediados de la década de los 2000 comenzó a incluir elementos de la música electrónica y de la música cinematográfica. Bellamy se vio influenciado por el estilo vocal de Jeff Buckley, a quien considera como uno de sus músicos favoritos. Además de las ya mencionadas, las principales influencias de Matt y de Muse incluyen AC/DC, Deftones, Queen, Iron Maiden, Metallica, Nine Inch Nails, Tool y Primus. Debido al interés en la música clásica de Bellamy, Muse también ha sido fuertemente influenciada por Frédéric Chopin, Serguéi Rajmáninov, Ludwig van Beethoven, Hector Berlioz, Franz Liszt y Heitor Villa-Lobos, entre otros.
El sonido de Muse es fácilmente reconocible por la fuerte presencia del bajo, los creativos efectos de guitarra, su uso de los arpegios con sintetizadores, y el estilo de canto dramático de Bellamy. También son reconocidos por el contenido de sus letras, las cuales suelen ser más extrovertidas y centradas en los problemas del mundo, como la corrupción política, la autocracia, la religión, la astrofísica, la vida extraterrestre, la filosofía o los potenciales peligros de la tecnología. Bellamy utiliza narrativas de ciencia ficción sobre sociedades distópicas y totalitarias para recordar al oyente la necesidad de estar siempre alerta y de nunca dar por sentada su libertad. Es también común el uso del imaginario del espacio para titular canciones («Dead Star», «Neutron Star Collision», «Supermassive Black Hole», «Shrinking Universe»...) y describir emociones. Bellamy explica: «Cuando canto sobre el espacio es para describir emociones grandes. De la misma forma que en los 80 se cantaba 'voy a cruzar el océano o escalar una montaña para estar contigo', yo utilizo el espacio para cantar sobre emociones grandes».

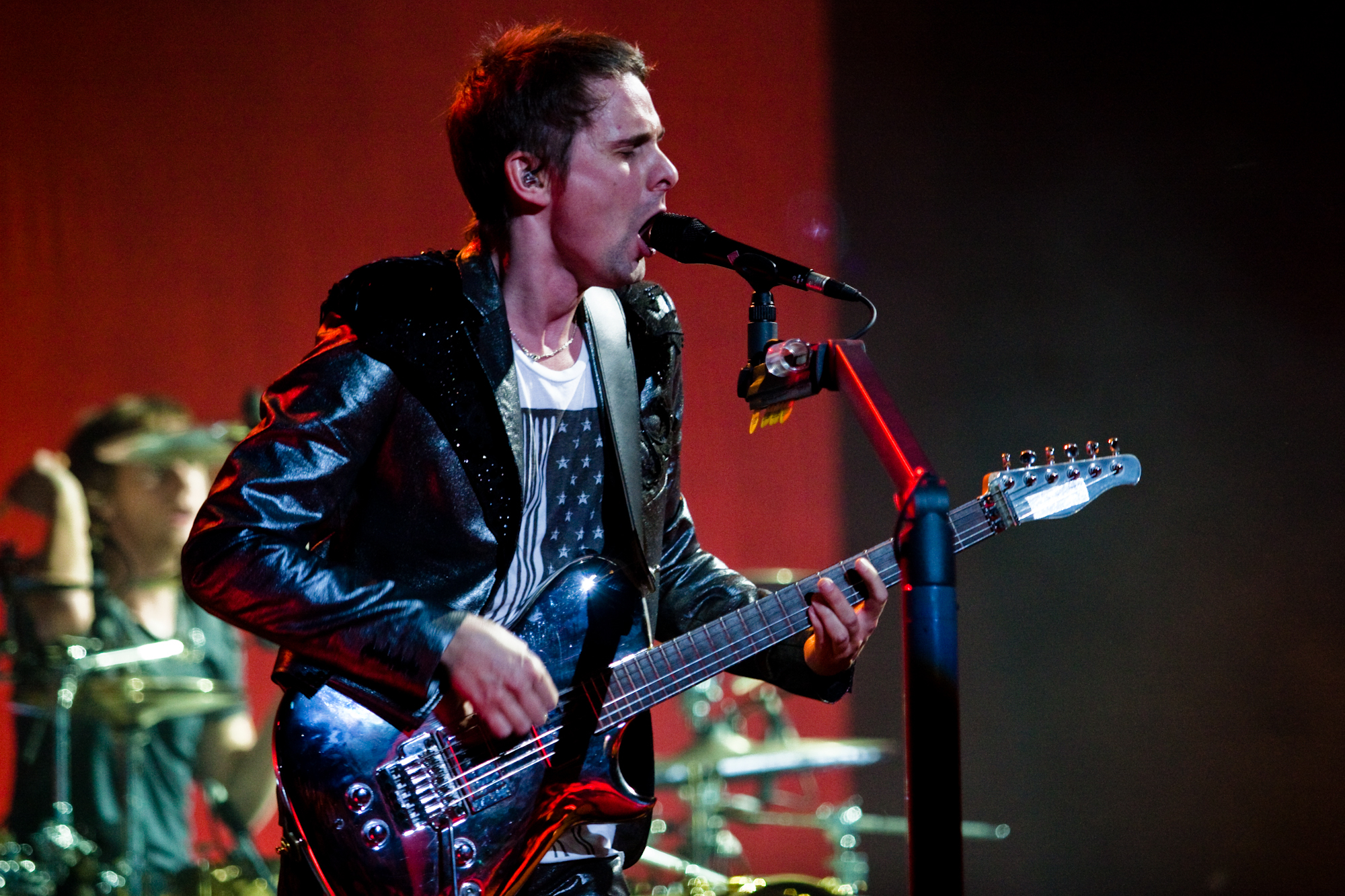
Matt tocando con Muse durante el The Resistance tour.

Matt rara vez escribe sobre su vida personal, a excepción del disco debut, Showbiz, y de canciones de amor como «Starlight» o «Madness», o «Follow Me» sobre su hijo. Algunas canciones personales son escritas de forma que puedan ser interpretadas también como temas políticos («Time is Running Out», «Map of the Problematique»). Asimismo, Matt suele componer canciones sobre relaciones tóxicas y abusivas, las cuales pueden ser también interpretadas como la relación entre el individuo y el sistema («Psycho», «The Handler», «Dead Inside», «Propaganda», Won't Stand Down...).
En una entrevista para Q Magazine, Bellamy afirmó que no se toma la música rock en serio. «Para mí, se trata de pasárselo bien. No, no me oirás reírme en mitad de un solo de guitarra, pero titular una canción «Knights of Cydonia» es obviamente una broma. Esencialmente, vemos la música de la misma forma que Monty Python veía la comedia». Dominic Howard añadió: «No todo el mundo capta el aspecto Monty Python de nuestra música, pero está ahí. Hay algunas ideas serias, pero muchos de los acompañamientos musicales y florituras nacen del divertimiento. A menudo nos estamos riendo mientras grabamos».

## Trabajo en solitario
Fuera de Muse, Bellamy coescribió la canción de la película The International: Dinero en la sombra en 2009. 
Matt compuso una canción orquestal cinemática llamada «Pray» para Juego de Tronos en 2019. En el mismo año, Bellamy también escribió las canciones «Behold the Glove» y «Simulation Theory Theme» para la película de Muse, Simulation Theory.
Matt es uno de los fundadores de The Jaded Hearts Club, un supergrupo británico-americano formado por Matt, Nic Cester (Jet), Ilan Rubin (Nine Inch Nails), Graham Coxon (Blur), Miles Kane (The Last Shadow Puppets), entre otros. El grupo ha sido en ocasiones apoyado en sus actuaciones por el resto de miembros de Muse e incluso por Paul McCartney. Matt toca el bajo y hace las voces secundarias. A pesar de comenzar como una banda para hacer versiones del grupo The Beatles, The Jaded Hearts Club lanzó su primer LP «You've Always Been Here» en 2020, producido por Matt.
Tras la pandemia, Matt lanzó su primer disco en solitario llamado Cryosleep. Se trata de una colección de versiones acústicas de Muse («Unintended», «Take a Bow», «Guiding Light»), versiones de otros artistas («Bridge over Troubled Water», «Fever»), una canción original («Tomorrow's World»), y las previamente mencionadas («Pray», «Behold the Glove» y «Simulation Theory Theme»). El disco fue lanzado por Globalist Industries el 17 de junio de 2021 por el Record Store Day.
En 2024 coescribió la banda sonora del audiolibro de Amazon de 1984 junto con Ilan Henry Eshkeri. En 2025, volvió a colaborar con Ilan Eshkeri en la banda sonora de la serie de Paramount+ Mobland, «fusionando música electrónica industrial con cuartetos de cuerdas».

## Creencias

### Religión
Bellamy creció sin religión. Él afirma que su dedicación a la música funciona como un reemplazo a cualquier religión. “Ser ateo significa darte cuenta de que cuando mueres, todo se acaba. Tienes que aprovechar al máximo lo que tienes aquí y difundir tanta influencia como puedas. Creo que solo vives a través de la influencia que difundes, ya sea teniendo un hijo o haciendo música.” No obstante, nunca se ha declarado ateo como tal, y su posición se acerca más al agnosticismo. En 2006, Matt declaró que no cree en el cielo, ni en el infierno, pero sí cree en «el Dios del Universo», por lo que su posición se acercaría más al concepto filosófico de lo Absoluto que a las estructuras de las religiones organizadas. 

### Política
Matt se ha declarado liberal en varias ocasiones, aunque matiza que combina los principios de la autonomía y la libertad individual con políticas económicas de izquierdas. Está en contra de la corporatocracia, de la monarquía británica y de la Cámara de los Lores. Apoya los gobiernos descentralizados y pequeños, pero también apuesta por limitar el tamaño de las corporaciones, pues estas tienden a corromperse («cuando la gente se vuelve poderosa suele desconsiderar la opinión pública»). En 2022, empleó el término «metacentrismo» para referirse a «la oscilación entre el liberalismo y los derechos individuales, pero más socialista en términos como la propiedad de tierras y de la distribución de energía». 
Durante la grabación del disco Absolution, Matt cayó en una espiral de teorías conspirativas. Era fiel creyente de que el Gobierno de George Bush estaba detrás de los atentados del 11-S, que el proyecto H.A.A.R.P controlaba el clima, y que el gobierno americano intercambiaba tecnología alienígena a cambio del derecho de abducir a seres humanos, algo de lo que habla en «Exo-Politics». En 2009, su ansiedad por la situación geopolítica lo llevó a comprar un hacha y acaparar comida enlatada para sobrevivir dos años en preparación para lo que pudiera pasar. También consideró comprarse una ballesta.

Cuando me sumerjo en ver las noticias y leer sobre los eventos actuales, tiendo a adoptar una visión futura negativa, y eso es algo con lo que he lidiado a través de la música. Es bastante posible que sea un poco paranoico. Pero diría que hacer música es una expresión de sentimientos de impotencia y falta de control con los que creo que mucha gente puede identificarse.

Matt dejó de creer en la mayoría de estas conspiraciones en 2010. En 2022 afirmó que este tipo de teorías son atractivas porque funcionan como una distracción de los problemas reales. «En términos de psicología humana, hay un cierto confort al creer que a lo mejor los humanos, en algún lado, aunque sean malvados, están en control. La realidad es mucho más aterradora: no hay humanos al volante, y es todo puro caos». No obstante, sigue siendo un seguidor del preparacionismo y cuenta con varios búnkeres en su posesión.
Algunos de los libros que han influido en su pensamiento incluyen Confessions of an Economic Hitman (John Perkins), Braisnwashing: The Science of Thought Control (Kathleen Taylor), 1984 (George Orwell), Rule by Secrecy (Jim Marrs), Trance Formation of America (Cathy O’Brien) y The Grand Chessboard: American Primacy and Its Geostrategic Imperatives (Zbigniew Brzezinski).

## Vida personal
Matt tuvo una relación con Tanya Andrew entre 1995 y 2001. Tanya fue la diseñadora de la portada del álbum Showbiz y del sencillo "Plug in Baby". Lo dejaron tras la grabación del álbum Origin of Symmetry.
Matt comenzó una relación con la psicóloga italiana Gaia Polloni a principios de 2001. Matt y Gaia vivieron juntos en Italia durante un tiempo y se comprometieron en 2007. Las canciones «Map of the Problematique» y «Starlight» fueron escritas para ella, afirmando Gaia que esta última "les pertenece". Polloni fue también la estilista personal de Bellamy. La relación terminó a finales de 2009 debido a que, según Matt, "alguna gente en Internet exageró algunas cosas y me hicieron quedar como infiel". Tras la ruptura, Matthew escribió la canción «Neutron Star Collision (Love is Forever)» y cambió la letra de «Map of the Problematique» de "Since I Met You" a "Since I Lost You" al interpretarla en vivo. 
En el verano de 2010, Matthew comenzó una relación con la actriz estadounidense Kate Hudson tras conocerse en el festival de Coachella. En enero de 2011 anunciaron que ella estaba embarazada.
Su primer hijo, Bingham "Bing" Bellamy, nació el 9 de julio de 2011 en Los Ángeles, California. Bellamy y Hudson se separaron a finales del 2014 por tener distintas formas de entender la vida, y quedando en buenos términos. A día de hoy, Hudson y Bellamy comparten la custodia de Bing y siguen siendo buenos amigos.
En 2015, Matt comenzó una relación con la modelo y actriz Elle Evans, a quien conoció durante la grabación del video musical de «Mercy», en la que ella interpretaba a un androide. La pareja se comprometió en diciembre de 2017 y se casó el 10 de agosto de 2019. El 7 de junio de 2020 nació su primera hija, Lovella Dawn Bellamy.El 12 de mayo de 2024 nació su segundo hijo (tercero de Matt), George Julien-Wade Bellamy. Actualmente Matt reside con su familia en Londres.
El 7 de junio de 2019, Manson Guitar Works comunicó que Matt Bellamy se había convertido en el accionista mayoritario de la compañía.

## Reconocimientos

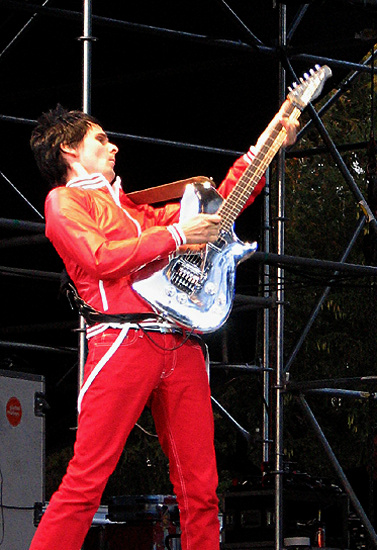
Matt actuando en Virgin Festival en Toronto usando Manson guitar; Chrome Bomber Manson.

Bellamy ocupó el puesto número 19 en la lista "Los mejores 50 guitarristas" de Gigwise. Los lectores de Total Guitar colocaron a Matt el número 29 en la lista "Los mejores 100 guitarristas de todos los tiempos". El riff de la canción «Plug in Baby» ocupó el lugar número 13 en la lista "Los 100 mejores riffs de todos los tiempos".
En abril de 2005, la revista Kerrang! lo ubicó en el lugar n.º 28 en la encuesta “Las 50 personalidades más atractivas”. La revista Cosmopolitan lo escogió como el 'roquero más sexy' de los años 2003 y 2004. La revista NME lo posicionó como "el 14° héroe del rock and roll más grande de todos los tiempos", por encima de John Lennon y Bob Dylan. También ha ganado el premio al 'Hombre más sexy' en los premios NME en 2007, 2009, 2010, 2011 y 2013.
Lo nombraron el “Guitarrista de la década” en la edición de enero de 2010 de la revista Total Guitar y además lo proclamaron como el “Hendrix de su generación”. Fue acreditado como el poseedor del récord de "más guitarras destruidas durante una gira" en los Récords Mundiales Guiness de 2010, con una marca de 140 guitarras logradas durante el Absolution Tour. En diciembre de 2010 los lectores de la revista MusicRadar lo escogieron como el noveno mejor líder cantante de la historia. En el mismo año, la BBC Radio 6 llevó a cabo una encuesta en la que quedó clasificado en tercer lugar como 'el mejor guitarrista de los últimos 30 años'.

## Música

### Letras
En líneas generales, las letras de Bellamy son sencillas, pero algunas tienen varias capas de significado y son de interpretación ambigua. La temática suele girar en torno a acontecimientos del mundo, la política, la libertad, la tecnología, la astronomía, la religión o un posible Nuevo Orden Mundial. Estos temas han jugado siempre un papel relevante en Muse, pero comenzaron a ser predominantes desde Origin of Symmetry (tecnología, existencialismo) y Absolution (religión, apocalipsis), y fueron abordados casi como un concepto global en The Resistance (política, autoritarismo, conspiraciones, existencialismo). The 2nd Law incorporó temas nuevos como la sostenibilidad, el medioambientalismo y la física aplicada a la economía. Drones es un álbum conceptual sobre el uso de la tecnología, la automatización en conflictos bélicos y la pérdida de la empatía. Simulation Theory recupera la ansiedad por el avance descontrolado de la tecnología de los primeros álbumes y habla sobre cómo los algoritmos controlan nuestras percepciones del mundo y decisiones, creando así una realidad paralela o simulada. Will of the People es una crítica al populismo, al pensamiento grupal y a la paranoia, además de incluir los efectos de la pandemia del COVID19 en la psique humana.

En Muse tendemos a hacer canciones con un tono musical mucho más oscuro y una estructura de acordes y melodías mucho más inusual en comparación con la mayoría de la música pop tradicional. Creo que por esa razón me surge un contenido lírico que es un poco diferente de lo que la mayoría de la gente canta. Suelo ir por el camino de la paranoia, la ansiedad o el inminente colapso tecnológico y la preocupación por el futuro del mundo, y cosas así. Creo que parte de eso en realidad proviene del hecho de que eso es lo que la propia música me hace sentir cuando la escucho.

Aunque la gran mayoría de las canciones están basadas en el mundo real, también hay lugar para la fantasía y los futuros distópicos, como es el caso de "Knights of Cydonia", "Exogenesis" o el álbum Simulation Theory. En una entrevista para Absolute Radio en 2016, Bellamy lamento que "A la gente le encanta ver películas sobre temáticas profundas, de acción, locuras y efectos especiales cuando va al cine. No entiendo por qué la música debe estar limitada a temáticas de amor”.
Bellamy explica que prefiere que las personas sean influidas por la música, y no por las letras: “Para mí, las letras siempre son un intento secundario de proporcionar significado. Hay algo en la música que está más allá del propio lenguaje. Es comunicación en su forma más pura”.

### Voz
En un principio, Matt no quería ser el cantante del grupo. Ni siquiera sabía que podía cantar. En los primeros años de la banda, se convirtió en el cantante "por defecto" mientras buscaban a un cuarto miembro. Matt se dedicaba a murmurar las letras evitando el contacto visual con el público. Según Wolstenholme, después de una actuación en el Cavern Club de Exeter, un ingeniero de sonido les dijo a él y a Howard que debían encontrar a un nuevo cantante. «Al día siguiente, Matt abrió la boca y no podíamos creer el sonido que hizo. Tenía una voz clara y poderosa. Era como si se hubiera ido a casa y hubiera dicho 'Muy bien, bastardos. Os demostraré lo que puedo hacer'».Aun así, Bellamy no creía que su voz aguda encajara con la música rock y el estilo de canto grave de los roqueros de los 90. No fue hasta que vio a Jeff Buckley en directo que comenzó a pensar que quizá sí podría ser un cantante de rock.
Lo más característico de la forma de cantar de Bellamy es su recurrencia al uso del falsete y al vibrato. El rango vocal de Bellamy abarca desde D2 hasta C#6, llegando a casi cuatro octavas. Sus canciones las canta como un falso tenor. En estudio, llega a un F#2 en el lado B «Execution Commentary» y en la canción «Aftermath» del álbum Drones. En estudio, su nota de pecho más alta ha sido Bb4, en canciones como «Survival», «Madness» y «Feeling Good». En falsete, sus notas más altas son G#5 («Showbiz», «Micro Cuts», «Survival») y el A5 («We Are Fucking Fucked»). Suele conseguir notas más altas en vivo, siendo la más alta de todas un C#6 durante «Agitated» en Belfast en 2015. Según Dominic Howard, un médico les explicó que las cuerdas de Bellamy son más pequeñas de lo normal, permitiéndole llegar a esos particulares altos sin necesidad previa de entrenar su voz para ello. Su nota más larga la encontramos en la versión de «Prague», con un total de 18 segundos.
Desde el año 2001, Bellamy usaba micrófonos Neumann KMS 105 en vivo, que captaban su voz aun cuando se alejaba de ellos. También usa, para el procesamiento de la señal, un equipo Avalon VT 737 que produce un efecto de distorsión suave "a válvulas"; y un SansAmp PSA, con un footswitch, para una distorsión extrema, vista en temas como «Execution Commentary», «Ashamed» y «Muscle Museum». Desde The 2nd Law, usa un Sennheiser SKM5200 inalámbrico con una cápsula Neumann KK105, en reemplazo del micrófono KMS 105, dejando este último para cuando toca piano.

### Piano y sintetizadores
El piano fue el primer instrumento que Bellamy aprendió a tocar. No tuvo, sin embargo, interés por el instrumento sino hasta los once años: hasta esa edad, su hermano mayor lo retaba a que tocara canciones, sin que tuviera la habilidad suficiente para hacerlo.
Sus principales influencias en piano, notables en su trayectoria musical en Muse, son Serguéi Rajmáninov y Freddie Mercury. En Muse, se nota mucho más la influencia de Rajmáninov en Bellamy en la temprana carrera de la banda, donde en canciones como «Sunburn», «Space Dementia» o «Butterflies & Hurricanes», se usan arpegios con pedal, igual que en piezas de Rajmáninov. La influencia de Freddie Mercury en las canciones de Bellamy se acentúan en los trabajos de Resistance y The 2nd Law, sacando muchas veces melodías particulares de canciones de Queen. La primera aparición de piano en Muse fue en «Sunburn», y nunca usaron piano en vivo hasta sino después del lanzamiento de Origin of Symmetry. Para entonces, siempre tocó las melodías de piano con guitarra eléctrica. Los sintetizadores y efectos especiales comenzaron a ser usados en Absolution, con la excepción de un par de veces en que usó sintetizadores para tocar las versiones primerizas de «Bliss» y «New Born» en vivo. Muchas de las canciones de Muse, especialmente desde el álbum Black Holes and Revelations vienen con arreglos de sintetizadores, con presencia y protagonismo diferentes en cada canción.

#### Pianos y sintetizadores usados
- Korg SG Stage Piano
- Roland Juno 60
- Yamaha P80
- Kawai MP9500 Stage Piano
- Kawai MP-8
- Kawai ES-6

### Guitarra y equipo
Las principales influencias de Bellamy en guitarra son Jimi Hendrix y Tom Morello. El guitarrista también menciona a Yngwie Malmsteen como una de sus influencias más tempranas a inicios de los años 90. "Claramente, por aquel entonces yo pensaba que tendría una oportunidad. Más tarde me di cuenta de que no podía llegar a su nivel, así que me pasé a un estilo más clásico y flamenco". Con relación a esos estilos latinos, los cuales se pueden oír en canciones de Black Holes and Revelations, Bellamy destaca a Heitor Villa-Lobos y a Carlos Santana. "Más tarde comencé a escuchar a guitarristas como Hendrix y Cobain y pensé '¿Sabes qué? Puedo hacer caos. No puedo lograr esta increíble precisión técnica, pero lo que puedo hacer es crear caos y desorden'".Este estilo de tocar poco pulido y preciso, pero altamente creativo, caótico y dinámico ha formado parte de su ADN desde entonces, siendo frecuentes las improvisaciones, el uso de efectos y pitch shifters, las texturas poco convencionales, y el uso de feedback al iniciar canciones ("Hyper Music", "Plug in Baby").

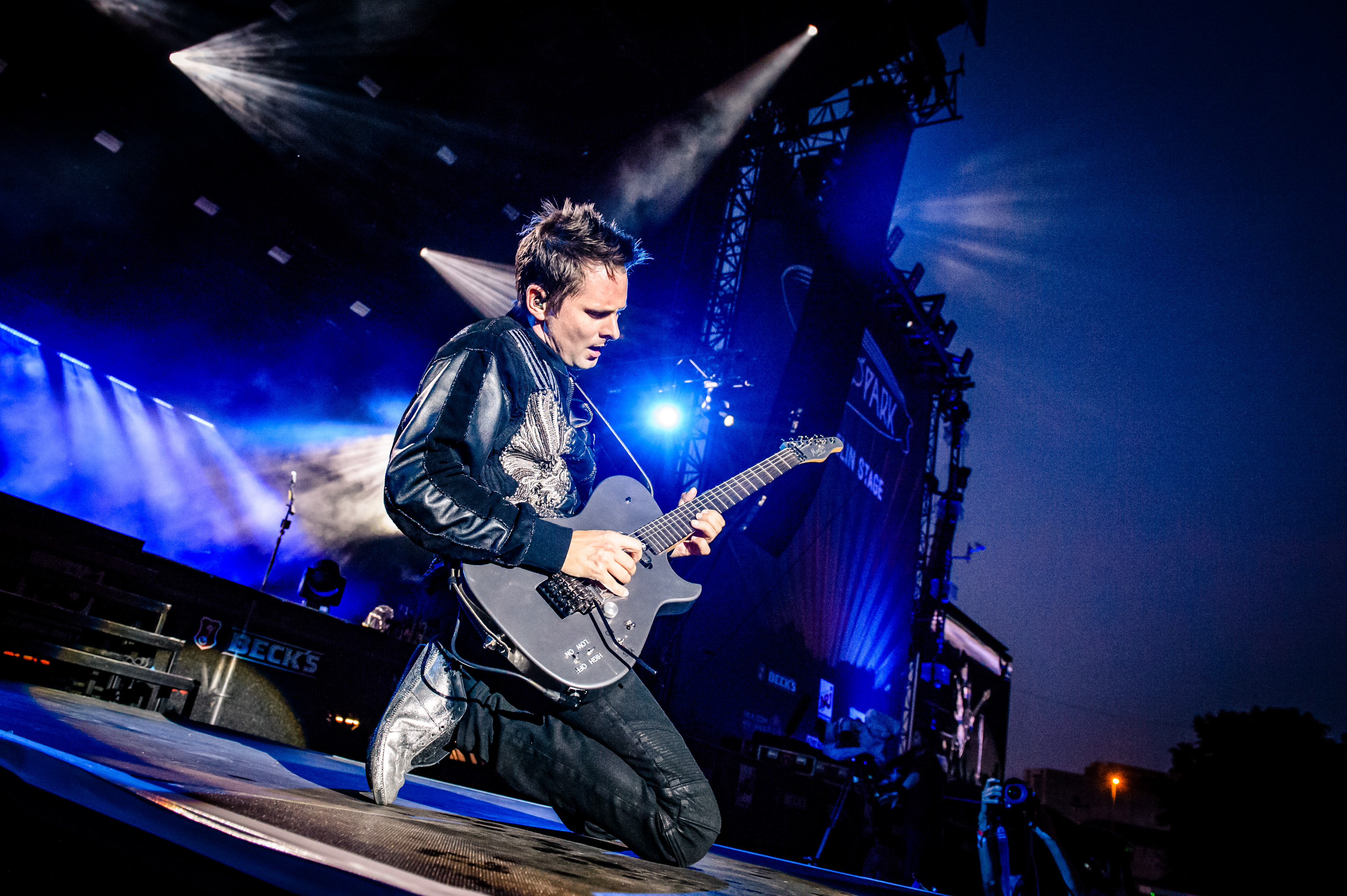
Matt tocando la guitarra en Rock im Park en 2018

De hecho, a Bellamy se le reconoce por el constante uso de Fuzz, siendo el ZVex Fuzz Factory el efecto más usado. También se le conoce por la estrecha relación que tiene con la marca de guitarras Manson Guitar Works, muchas de las cuales llevan pastillas MIDI y algún efecto o dispositivo de sonido incorporados en el cuerpo de las guitarras. Matt ha colaborado con Manson en el diseño de sus guitarras desde los inicios de la banda. En 2019 se convirtió en el principal propietario de la compañía. Manson lanzó la serie "Matt Bellamy Signature Guitars", con las más conocidas guitarras que Bellamy ha usado en el escenario. Además de usar guitarras Manson, utiliza en muy raras ocasiones guitarras Gibson, cuyo modelo Les Paul Goldtop usó en los inicios de Muse; junto con otras guitarras de marcas famosas como Fender, Jackson, Yamaha, Parker, PRS y Peavey.
Sus efectos de sonido son la base del sonido de la guitarra de Bellamy. Con el paso del tiempo, logró un sonido particularmente electrónico, lo que le ha valido valiosas críticas positivas como guitarrista, pasando de tener unos pedales de efectos de pie, a tener un sistema de sonidos fácilmente manejable de pedales, como el de Tom Morello, y casi tan complejo como el de The Edge de U2 en cuanto al sistema rack. Todos sus efectos se han ido renovando y creciendo en cantidad con cada álbum lanzado por Muse.
Bellamy actualmente utiliza sistemas de rack para la amplificación de guitarra, aunque se desconoce la amplificación actual, reemplazando el sistema de amplificación Diezel VH4/Marshall 1959HW que usó entre 2006 y 2013, específicamente en las eras Black Holes & Revelations y principios de The 2nd Law de Muse.
Matt adquirió la guitarra de Jeff Buckley, la cual fue utilizada para la versión de «Guiding Light» de «Cryosleep», y en el álbum Will of the People de Muse.

#### Guitarras en uso
- Manson Matt Black (2013—)
- Manson Carbon (2012—)
- Manson Black 7-String (2012—)
- Manson M1D1 Gloss Black (2012—)
- Manson Red Carbon (2012—)
- Manson Red Glitter 2.0 (2010—)
- Manson Ali Top (2007—)
- Manson Chrome Bomber (2006—)
- Manson Mirror (2004—)
- Manson 7-String E (2001—)
- Fender Stratocaster (2001—)

#### Guitarras en desuso
- Manson M1D1 Black (2006-2011)
- Manson 007 (2001-2011)
- Manson Delorean (2001-2005)
- Manson Laser (2002-2007)
- Manson Bomber (2003-2015)
- Manson M1D1 Mirror (2006-2007)
- Manson Red Glitter (2007-2010)
- Manson Black Midi (2007-2011)
- Manson Keytarcaster (2009-2010)
- Manson Mirror Kaoss (2009-2010)
- Manson Doubleneck (2010)

- Manson Keytar (2010-2011)

- Manson MB-1 Red Glitter (2010)

- Manson DL-1 Delorean (2011)

- Gibson SG (2000-2003)
- Gibson SG-X (1999-2000)
- Gibson Les Paul DC Lite (2000-2001)
- Fender Aloha Stratocaster (2001-2002)
- Squier Telecaster (2000)

- Ibanez FR320 (2013)
- Ibanez Destroyer (2001-2004)
- Ibanez Iceman (2002)
- Yamaha Pacifica 120 (1997-2000)
- Jackson Randy Rhoads (Custom) (2006)
- Peavey EVH Wolfgang (1999-2000)
- PRS Billy Martin (2006)
- Parker The Fly (1999-2000)
- Emex Londaxe (1999-2000)
- Taylor 712ce (2006-2007)
- Gretsch G1627 Synchromatic Sparkle Jet (2000)

#### Guitarras nunca usadas en vivo
- Delorean 3.0 Manson
- Ampeg Dan Armstrong
- Alloy 7- string
- Manson Rust Relic
- JT-Res (Jay Turser Resonator)

## Trivia
- Es un personaje que se desbloquea en Guitar Hero 5, en donde también se incluye la canción «Plug in Baby» en la lista de canciones.
- Tiene un impedimento en el habla llamado rotacismo, lo cual causa que pronuncie las "r" como "w". Esto se puede oír en canciones como «Propaganda».
- Puede recitar el alfabeto al revés, algo que aprendió a los seis años de edad.[42]
- Está obsesionado con la autosuficiencia. Tiene varios búnkeres con comida enlatada para estar preparado para lo que pueda pasar.[19]
- No permite que le observen mientras está grabando la voz en el estudio. Ni siquiera sus compañeros de banda pueden entrar.
- No puede actuar sin comer antes un plátano.
- En 2022 anunció que, debido a que su madre era originaria de Belfast, se había hecho con la nacionalidad irlandesa.[43]
- Invierte en compañías de Silicon Valley que trabajan para crear energía limpia.
- Escribió la canción «Soaked», que aparece en el disco debut de Adam Lambert, For Your Entertainment.
- Colaboró en la composición del piano de la canción «Politik» de Coldplay.[44]
- Colaboró con partes de guitarra en el álbum The Golden Echo de Kimbra en 2014.
- En 2016 creó Globalist Industries, una firma discográfica que Bellamy utiliza para lanzar su trabajo en solitario. El nombre está basado en la canción «The Globalist» de Muse.